# 종교 박해
종교박해(宗敎迫害)는 어느 개인 혹은 집단이 가지는 신앙을 이유로, 그 개인이나 집단을 차별하는 것에 시작되어, 사회권의 제한 등의 경미한 것으로부터, 강제 개종·학살 등을 더하는 것이다. 박해의 대상이 되는 신앙의 내용은 제종교, 무신론, 그 외의 무종교 목표 유신론 등 다양하고, 다방면에 걸치고 있다.
근대에 이르러 세계의 각국에서 신교의 자유가 보장되기에 이르러, 종교적 박해는 용서되지 않는 것이라는 합의가 완성되고 있지만, 현재에도 개발 도상국이나 이슬람 국가 등에서의 종교적 박해가 문제가 되어 있다. 근대와 비교해 온건화한 기독교 제국에도 산발적으로 박해가 일어나고 있어 종교적 박해의 해결책은 보이지 않았다.
박해의 주체가 국가 권력인 경우, 경찰·검찰 권력, 군대나 징세·과세권력에 의한 박해가 있지만, 경찰이나 군에 의한 박해는 선진국에서는 적게 되고 있지만, 국가 권력의 상징인 과세권력(세무 당국)에 의해서, 추징 과세 등에 의해서 종교의 명예를 실추시켜, 실질적인 신교의 자유의 박해·종교적 박해·종교 탄압이 이루어지고 있는 것도 많은 점이 염려되고 있다.
또, 현대로는 일부의 신종교에 대해서 감금에 의한 강제 개종 행위를 해 그것이 오랫동안, 사회적으로 곡살되어 왔던 것에 대해서, 국제인권 단체로부터 일본 정부가 비난 당하고 있다.

## 종교적탄압의 사례

### 일본에서

#### 근대
제2차 세계대전시, 당시의 토우죠 내각은 신도 국가주의에 반대하거나 의의를 주창하거나 하는 사상, 또, 교의를 말하는 종교 단체에 탄압을 더했다. 쇼와 17년 6월 26일의 일제 검거에 시작하는 사건이다.
거기에 앞서, 정부는 국체(천황제)를 수호하기 위해서, 공산당 등의 결사를 금지하는 것 등을 목적으로 한 치안 유지법을 제정했지만, 그것을 확대 해석하고, 기독교 중에서는 정부의 지도에 의해서 태어난 일본 기독교단에 통합된 제6부회(일본 성인의 가르침회), 제9부회(맑은 교회), 종교 결사 동양 선교회 맑은 교회의 교회의 목사들 96명을 체포하기에 이르렀다. 최종적으로는 체포자는 133명에 달했다. 직접적 이유는 그러한 목사가 그리스도의 재림을 성서로부터 설교했던 것에 있다고 여겨지고 있다. 일본 기독 교단통리 토미타 미츠루 목사는 일본 기독 교단을 지키기 위해, 이 목사 서에 사직을 권고했다.
기소된 75명에 관해서는, 제1심이 열렸지만, 그 판결을 불복으로서 원고, 피고의 쌍방에서 상고가 되고 있었다. 그러나, 결심하지 않는 채 종전을 맞이해 재판은 애매하게 된 채로 닫혀졌다. 스가모 구치소에 구류된 목사안에는 옥사, 또 이것에 준하는 형태로 사망한 사람이 7명 있었다.
탄압은 기독교 외에, 근본교, 사람의 길교단(현 퍼펙트 리버티 교단), 텐리 정도, 신흥 불교 청년 동맹, 창가 교육학회에도

#### 현대
근래에는 옴진리교가 일으킨 일련의 사건에 즈음하여, 무관계의 일반 신자 및 관계자에 대한 탄압, 박해, 체포, 투옥이 국가적 규모로 행해져 각국의 지식인의 반발을 사는 일이 되었다.
옴진리교의 신자라는 이유로, 가장 기본적인 인프라인 전기·수도·가스의 개전조차 거절되어 소매점으로는 신자에 대한 물품의 판매를 거부, 관공서는 주민표의 수리를 거절, 공립 학교는 신자의 아이의 수락을 거절하는 등, 기본적 인권을 유린하는 행위를 해 컬트 교단의 신자라고 이러한 기본적 인권의 보장조차 실시하지 않는 대응은 구미를 시작으로 하는 해외에서는 놀라움을 가지고 보도되어 일본은 경찰 국가라고 비판되는 일이 되어, 결과적으로 옴진리교에 대한 파괴활동방지법의 적응은 보류되는 일이 되었다.
통일 교회의 신자를 납치 감금해 기교를 강요하는, 통일 교회 신도의 납치 감금 문제가 계속해 발생하고 있다. 이 문제에 관해서는 국제인권 NGO인인권이 독자적인 조사에서 그 사실을 밝혀 내 일본 정부에 대응을 권고했다report%20 final%20 jap.pdf.
또, 대학에서의 신종교계 써클에 대한 비정상인 「컬트 대책」이 문제시되어 「헌법위반도 무슨 그와 신앙의 개인정보를 부형에게 밀고하는 히로시마 대학 직원」이라고 제목을 붙인 리포트가 잡지에 게재되었다html.
또, 세무 당국에 의한 실질적인 탄압도 행해지고 있어 세무 조사에 이름을 빌린 신교의 자유의 침해, 박해를 하고 있어 종교 법인·종교 단체·종교가에게의 추징 과세를 매스컴 리크 하는 것으로써(리크는 명확한 법률위반), 종교의 신뢰를 떨어뜨려 째라고 내려 종교계의 반발을 부르고 있다.

## 참고자료
- 전국 납치 감금·강제 개종 피해자의 회
- 호리네스 밴드 탄압사 간행회편 「호리네스 밴드의 궤적: 리바이벌과 크리스트교 탄압」, 신교 출판사, 1983년
- ‘사교(邪敎)’로 분류된 신흥종교 박해 기획한 기밀문서
- 종교 탄압에 전력을 다하는 중국

## 같이 보기
- 기독교 박해
- 통일교 신도의 납치 감금 문제
- 이슬람 교도에 의한 종교박해
- 기독교도에 의한 종교박해
- 중국 정부에 의한 법륜공에의 박해
- 딤미
- 이단 심문
- 십자군
- 대량학살
- 이슬람 국가
- 반이슬람 주의
- 반유대주의
- 금교령
- 숨어 크리스찬
- 니치오
- 억불 정책
- 프랑스 혁명